# Brežane Lekeničke
Brežane Lekeničke är en ort i Kroatien.   Den ligger i länet Moslavina, i den centrala delen av landet, 29 km sydost om huvudstaden Zagreb. Brežane Lekeničke ligger 125 meter över havet och antalet invånare är 301.
Terrängen runt Brežane Lekeničke är platt. Runt Brežane Lekeničke är det glesbefolkat, med 12 invånare per kvadratkilometer. Närmaste större samhälle är Velika Gorica, 15,5 km norr om Brežane Lekeničke. Omgivningarna runt Brežane Lekeničke är en mosaik av jordbruksmark och naturlig växtlighet.